# Ryan Devlin

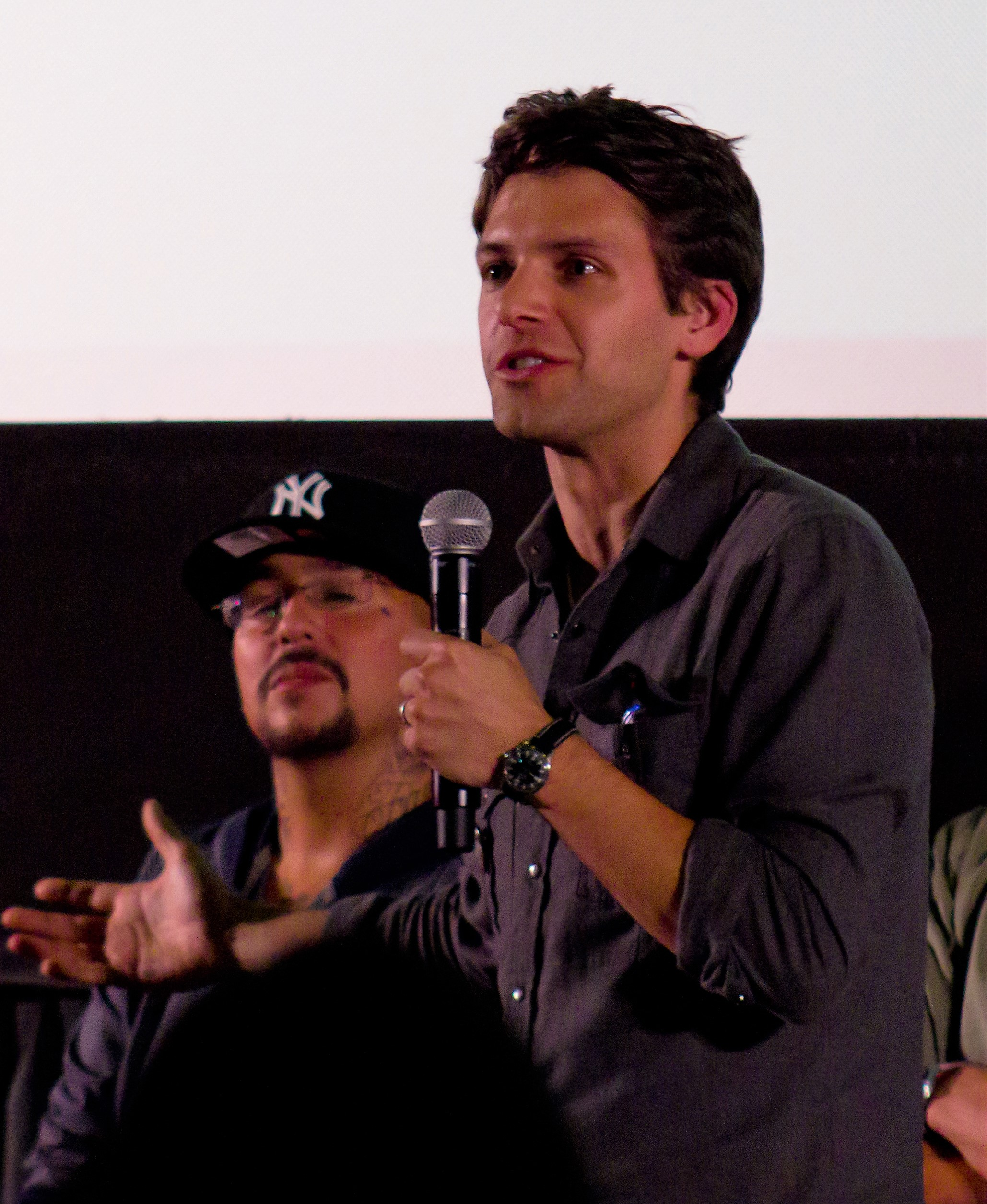
Ryan Devlin, 2013

Ryan Devlin (* 5. Juni 1980 in Lansing, Michigan) ist ein US-amerikanischer Schauspieler.
Seine Schauspielkarriere begann Devlin 2004 in der Serie Keine Gnade für Dad, wo er in zwei Folgen mitspielte. Von 2010 bis 2011 spielte er eine wiederkehrende Rolle in der Fernsehserie Cougar Town.

## Filmografie (Auswahl)

### Fernsehserien
- 2004: Keine Gnade für Dad (Grounded for Life, 2 Folgen)
- 2005: Familienstreit de Luxe (The War at Home, 2 Folgen)
- 2005–2006: Living with Fran (3 Folgen)
- 2006: Veronica Mars (5 Folgen)
- 2007–2008: Big Shots (6 Folgen)
- 2007: CSI: Miami (Folge 5x18)
- 2009: Trust Me (Folge 1x04)
- 2010: Grey’s Anatomy (3 Folgen)
- 2010–2011: Cougar Town (10 Folgen)
- 2010–2011: Brothers & Sisters (6 Folgen)
- 2011: Hawaii Five-0 (Folge 2x07)
- 2013: House of Lies (Folge 2x05)
- 2014: CSI: Vegas (CSI: Crime Scene Investigation, Folge 15x09)
- 2014: Jane the Virgin (3 Folgen)
- 2015: Stalker (Folge 1x12)

### Filme
- 2006: Blendende Weihnachten (Deck the Halls)
- 2009: Weather Girl